# 면역세포화학
면역세포화학(免疫細胞化學, immunocytochemistry)은 세포에 있는 펩타이드나 단백질 항원의 특정 항원 결정기에 붙는 항체를 이용한 실험 기법이다. 항원 결정기에 달라붙은 항체들은 이차적으로 여러 방법을 통해 인지할 수 있다. 이 방법으로 특정 항원이 대조군과 비교하여 실험군에 존재하는 지 여부를 알 수 있다. 더 나아가서 세포 내 어떤 특정 부분에 그 항원이 존재하는 지도 확인 할 수 있다.

## 같이 보기
- 면역조직화학(immunohistochemistry)